# Negrași
Negrași – wieś w Rumunii, w okręgu Ardżesz, w gminie Negrași. W 2011 roku liczyła 890 mieszkańców.